# Acianthera bragae
Acianthera bragae là một loài thực vật có hoa trong họ Lan. Loài này được (Ruschi) F.Barros mô tả khoa học đầu tiên năm 2003.

## Hình ảnh

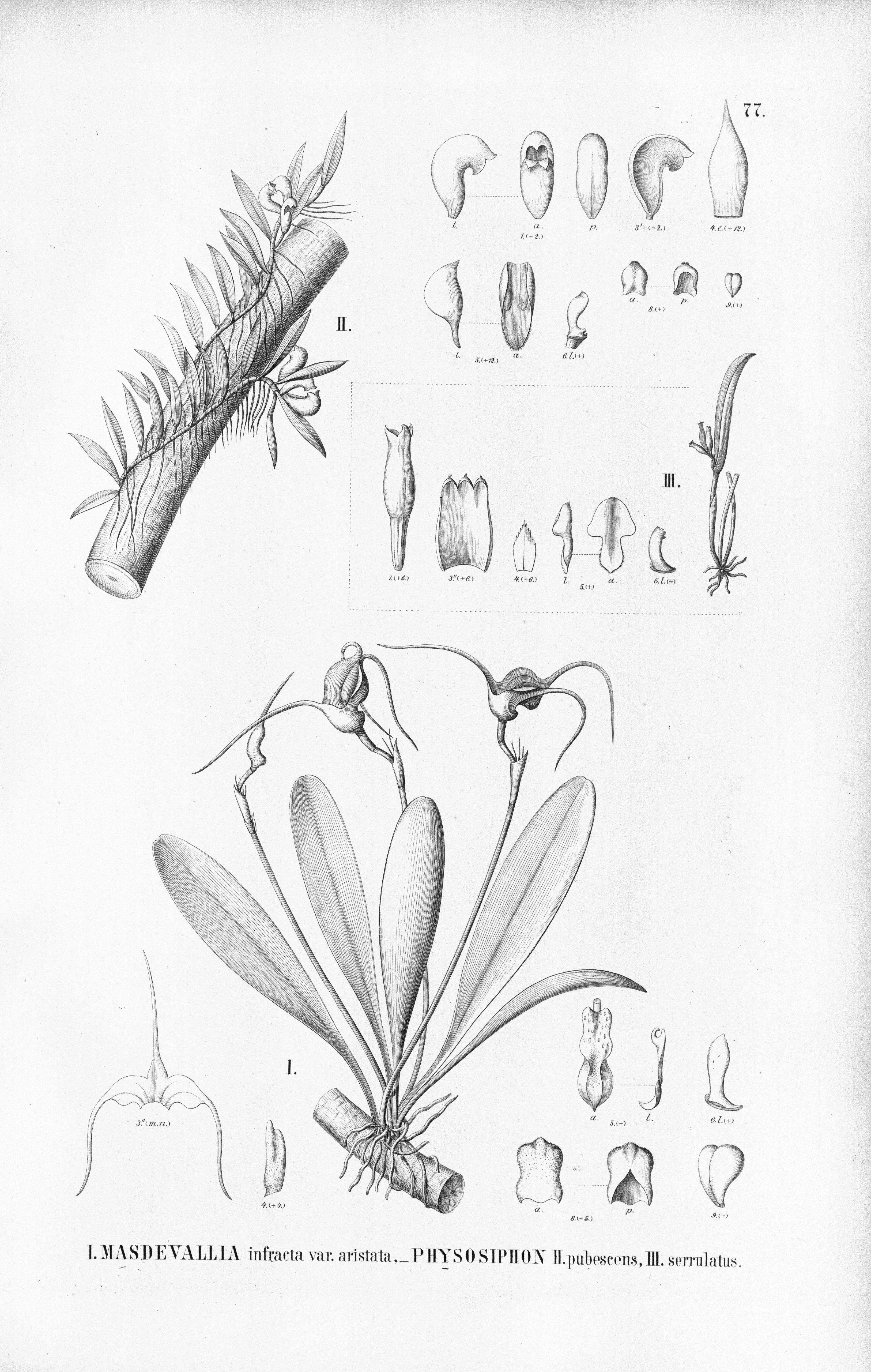